# Pentamero

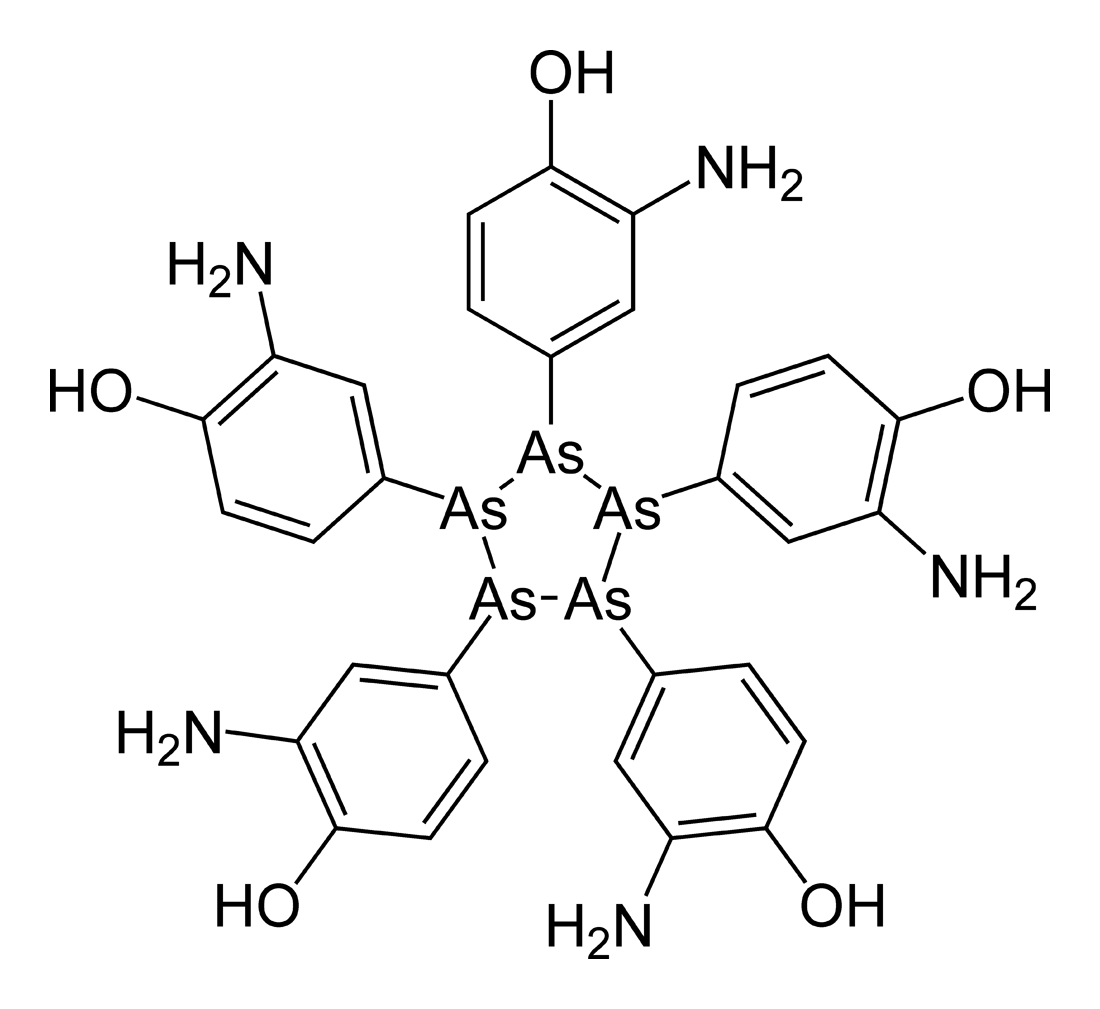
Formula di struttura di un pentamero (Salvarsan).

Il termine pentamero è spesso usato in chimica e biologia, soprattutto in biochimica e in chimica organica, per indicare molecole costituite da 5 domini strutturali; tali molecole sono anche chiamate oligomeri quando non è necessario specificarne il numero di elementi costitutivi. Un noto esempio di molecola pentamerica è rappresentato dalle IgM in forma secretoria, strutture anticorpali costituite da 5 coppie di catene pesanti di classe μ (con relative catene leggere), legate tra di esse mediante ponti disolfuro (S-S) e sintetizzate dalle plasmacellule.
Il termine pentamero, è tuttavia adattabile a tutti i settori purché si parli di entità (reali o virtuali) costituite da 5 sottogruppi.